# 김홍일 (법조인)
김홍일(金洪一, 1956년 ~ )은 제25대 부산고등검찰청 검사장을 역임한 법조인이다.

## 생애
1956년 충청남도 예산에서 태어나 1972년 예산고등학교 졸업을 거쳐 1983년 충남대학교를 졸업하였다. 대학 4학년 때인 1982년 사법고시 24회에 합격하였다. 1985년 사법연수원 15기를 수료하고  1986년 대구지방검찰청 검사에 임용되어 1988년  대전지검 서산지청, 1990년 수원지검, 1992년 서울지검, 1996년 수원지검 성남지청 검사로 재직하였으며 1997년에는 법무연수원 교수를 하였다. 1998년에 서울지검 부부장검사로 승진하여 1999년 춘천지검 원주지청장, 2001년 수원지검 강력부 부장검사, 2002년 대검찰청 강력과장, 2003년 서울지검 강력부 부장검사,  2004년 대전지검 형사1부 부장검사, 2005년 부산지검 동부지청 차장검사, 2006년 대구지검 2차장검사, 2007년 서울중앙지검 3차장검사를 거쳐 2008년 사법연수원 부원장을 지냈으며 2009년에 대검찰청 마약조직범죄부장과 중앙수사부장을 지내고 2011년 제25대 부산고등검찰청 검사장이 되었다. 이를 마지막으로 퇴임하여 법무법인 세종 변호사로 재직 중이다.

## 주요담당사건
- 슬롯머신 사건
- 박한상 존속살해 사건
- 지존파 사건
- 영생교 신도 암매장 사건
- 대구지하철 방화 사건
- 김기웅 순경 애인 살해 누명 사건[1]
- 이명박 대통령의 도곡동 땅 차명보유와 BBK 의혹 사건